# Lorin C. Woolley
Lorin Calvin Woolley, född 23 oktober 1856, död 19 september 1934, var ledare för mormonsekten Apostolic United Brethren.
Woolley publicerade på 1930-talet en skrift, enligt vilken John Taylor, dåvarande president för Jesu Kristi Kyrka av Sista Dagars Heliga, 1886 skulle ha sökt tillflykt i familjens hem i Centerville, Utah. Lorin skulle då ha tjänat som budbärare (och ibland även livvakt) åt Taylor. Natten mellan den 26 och 27 september detta år ska Jesus Kristus och Joseph Smith ha uppenbarat sig för Taylor och uppmanat honom att upprätthålla bruket av månggifte.
Dagen därpå ska Taylor ha samlat fem män (inklusive Lorin, hans far John W Woolley och George Q Cannon) och utnämnt dem till apostlar med rätt att utnämna andra på samma sätt. Taylor ska även ha avkrävt dem ett löfte att de skulle försvara, bevara och upprätthålla principen om polygami. Man enades om att inte ett år skulle passera utan att barn skulle födas som resultat av "principen".
Trots att alla påstådda vittnen till de skildrade tilldragelserna (förutom Lorin själv) var dock döda, så kom hans skrift att innebära ett uppsving för polygamiströrelsen. 
Lorin samlade sina anhängare och utnämnde ett sjumannaråd till vilket han överlät rätten att styra kyrkan.
Lorin C Woolley dog 1934 och efterträddes av J Leslie Broadbent.